# Anne Delespaul
Anne Delespaul (Mol, 31 maart 1989) is een Belgisch huisarts en politica voor de marxistische partij PVDA. 

## Levensloop
Delespaul werd geboren en groeide op in Mol. Haar vader was huisarts en haar moeder werkt in de bijzondere jeugdzorg. Ze studeerde geneeskunde aan de Universiteit Gent, waar ze actief was bij de politieke studentenorganisatie Comac. In 2014 studeerde ze er af en ging ze aan de slag bij Geneeskunde voor het Volk te Luik. Later werd ze huisarts in de GVHV-praktijk in Deurne. 
Delespaul ging zich politiek engageren door de verhalen die ze in de dokterspraktijk hoorde. Ze werd nationaal woordvoerster van Geneeskunde voor het Volk en een van de gezondheidsspecialisten van PVDA. In 2021 was ze initiatiefneemster van het Europees burgerinitiatief No Profit On Pandemic, ook maakte ze deel uit van het Europees burgerinitiatief Right to Cure.
Bij de Kamerverkiezingen van 2014 stond ze op de 4de plaats in de kieskring Antwerpen en in 2019 was ze 1e opvolger. Bij de gemeenteraadsverkiezingen van 2018 kwam ze op in Antwerpen (27e plaats).
In 2023 volgde Delespaul Wouter Van Damme op als provinciaal voorzitter van PVDA Antwerpen.